# PLSCR3
PLSCR3 (англ. Phospholipid scramblase 3) – білок, який кодується однойменним геном, розташованим у людей на короткому плечі 17-ї хромосоми. Довжина поліпептидного ланцюга білка становить 295 амінокислот, а молекулярна маса — 31 648.
| 10         |  | 20         |  | 30         |  | 40         |  | 50         |
| ---------- |  | ---------- |  | ---------- |  | ---------- |  | ---------- |
| MAGYLPPKGY |  | APSPPPPYPV |  | TPGYPEPALH |  | PGPGQAPVPA |  | QVPAPAPGFA |
| LFPSPGPVAL |  | GSAAPFLPLP |  | GVPSGLEFLV |  | QIDQILIHQK |  | AERVETFLGW |
| ETCNRYELRS |  | GAGQPLGQAA |  | EESNCCARLC |  | CGARRPLRVR |  | LADPGDREVL |
| RLLRPLHCGC |  | SCCPCGLQEM |  | EVQAPPGTTI |  | GHVLQTWHPF |  | LPKFSIQDAD |
| RQTVLRVVGP |  | CWTCGCGTDT |  | NFEVKTRDES |  | RSVGRISKQW |  | GGLVREALTD |
| ADDFGLQFPL |  | DLDVRVKAVL |  | LGATFLIDYM |  | FFEKRGGAGP |  | SAVTS      |

A: Аланін

C: Цистеїн

D: Аспарагінова кислота

E: Глутамінова кислота

F: Фенілаланін

G: Гліцин

H: Гістидин

I: Ізолейцин

K: Лізин

L: Лейцин

M: Метіонін

N: Аспарагін

P: Пролін

Q: Глутамін

R: Аргінін

S: Серин

T: Треонін

V: Валін

W: Триптофан

Кодований геном білок за функцією належить до фосфопротеїнів. 
Задіяний у такому біологічному процесі, як апоптоз. 
Білок має сайт для зв'язування з іоном кальцію. 
Локалізований у мембрані, мітохондрії.